# Oficina de Ciencia y Tecnología del Congreso de los Diputados
La Oficina de Ciencia y Tecnología del Congreso de los Diputados es un organismo del Congreso de los Diputados que tiene como objetivo proveer a la Cámara Baja de las Cortes Generales de evidencias científicas sobre determinados temas de interés, con objeto de contribuir a la toma de decisiones informadas para el conocimiento científico disponible.
Se creó en el año 2021, mediante convenio entre el Congreso de los Diputados y la Fundación Española para la Ciencia y la Tecnología (FECYT). Tiene un presupuesto anual de 324 000 euros.

## Actividades
Entre las actividades de la oficina, se incluye la publicación de los Informes C. Dichos informes representan un resumen de temas de interés para los diputados, recogiendo evidencia científico-tecnológica, así como sus implicación regulatoria. Para la elaboración de los primeros cuatro informes, un total de 122 investigadores y expertos fueron consultados. Los informes inaugurales fueron publicados el 14 de noviembre de 2022, tratando avances en el tratamiento del cáncer, ciberseguridad, hidrógeno verde como combustible e inteligencia artificial y salud. Un total de 122 personas expertas participaron en la elaboración de cada materia, incluyendo a expertos en el tratamiento del cáncer como Eduardo Díaz-Rubio García, Elisabete Weiderpass, Jesús García-Foncillas López y Joan Massagué; expertos en ciberseguridad como Pino Caballero Gil y Joaquin Garcia Alfaro; expertos en inteligencia artificial y salud como Alfonso Ureña López, Elena García Armada y Asunción Gómez Pérez; y expertos en el tratamiento del hidrógeno verde como combustible, como María Retuerto y Benjamin K. Sovacool.[cita requerida]